# Операція «Анвіл»
Операція «Анвіл» (англ. Operation Anvil) — первісна кодова назва плану вторгнення союзних англо-американських збройних сил до Південної Франції в 1944 році.